# 歐洲數位圖書館
欧洲数位图书馆是一个互联网站点，它展示了无数被欧洲联盟数字化的书籍、绘画、电影、博物馆藏品和音频档案。列奥纳多·达·芬奇的《蒙娜丽莎》、扬·弗美尔的《戴珍珠耳环的少女》、查尔斯·达尔文和艾萨克·牛顿的作品，以及沃尔夫冈·阿马德乌斯·莫扎特的音乐都是欧洲数位图书馆吸引人的亮点。
超过2000家的欧洲机构对欧洲数位图书馆做出了贡献，例如阿姆斯特丹国家博物馆、大英图书馆、卢浮宫，地方性的档案则由欧盟成员国的地方博物馆提供。当这些机构的奉献都聚集到一起的时候，人们便可以领略到从史前到现代的欧洲文化及科学遗产的风姿。

## 历史
一切的缘起是由于一封法国前总统雅克·希拉克的信，同时联名的还有德国、西班牙、意大利、波兰和匈牙利的领导人。这封信在2005年四月被递交给当时的欧盟委员会主席若泽·曼努埃尔·巴罗佐。在信中，希拉克等人倡议建立一个欧洲数字图书馆让所有人都可以接触到欧洲的文化遗产。
这封信引起了欧盟委员会的共鸣，信息媒体部（Information Society and Media Directorate）已经从事相关工作，例如远程图书馆，不下数年。这给信息媒体部的i2010计划提供了有力的支持。i2010计划：在2005年9月30日上线的通信与数字图书馆。这项计划着力于振兴和支持欧洲数字图书馆的作品，并将它们都统和进入欧洲数位图书馆，并借由欧洲数位图书馆致力于推进信息社会和媒体产业。
这个项目一开始被称为欧洲数字化图书馆网络（European Digital Library Network，简称EDLnet），也就是欧洲数位图书馆的前身和模型，其致力于建立一个跨国家、跨领域，并以用户为中心的服务。此项目由欧盟委员会资助，并设立于'eContentplus'计划当中，并且是i2010的研究和发展资助项目之一。
欧洲数位图书馆的模型在2008年11月20号上线。 在这个测试版本中，馆中已包括了由超过1000家组织和机构（包括了各家世界著名的国家图书馆、美术馆和博物馆）贡献的450万件数字档案，比原始目标的两倍还要多。由于出乎意料的访问量（峰值估计有每小时一千万次），超过了服务器的承受限度，网站暂时关闭了一段时间进行技术升级，并在同年十二月重新上线。 在2009年2月，EDLnet的继任者，欧洲数位图书馆（Europeana version 1.0）正式上线。这个历经卅月的项目也最终从一个原始模型变成了一项正式的服务。在2010年，该项目完成收录超过一千万份数字档案。 然后在2011年初，网站上增加了一些新功能，例如翻译工具以及内容扩展工具（链入维基百科或是其他服务）。

## 功能
欧洲数位图书馆可以让用户看到来自不同机构的作品，但是这些作品并不是被保存在其自身的服务器上，而是被保存在作品所有机构自身的服务器上。欧洲数位图书馆收集作品的元数据以及相关物信息，包括一张小小的照片。用户可以搜索相关信息来找到自己想要看的作品，当用户找到时，他可以点击进入原始站点来获得关于作品的所有信息。 
不同的文化机构，例如图书馆、博物馆、档案室、视听中心，通过不同的方式和标准来分类他们的藏品，而且分类方式在各个国家间也有不同。为了使得用户可以有效地搜索到信息，所有的数字档案都必须通过一个统一的标准来处理和分类，而这个标准即被称为ESE（Europeana Semantic Elements）。这个数据标准目前只能提供最低限度的信息需求，但是随着新一代的标准——EDM（the Europeana Data Model）的采用，用户将得到更多更丰富的信息和更良好的使用体验。
欧洲数位图书馆是一个接受艺术作品电子档案的地方，但是他没有权力决定哪些作品要进行数字化。与之相对的，作品的所有机构有权来决定哪些作品可以进行数字化。

## 计划
欧洲数位图书馆于2011年1月发布的2011年到2015年战略发展计划当中， 其概述了一下四条内容来指导它未来的发展：
1. 目标 – 建立一个得到普遍信任的公开的欧洲文化科学遗产目录；
2. 促进 – 通过知识转移、创新和宣传来支持文化科学遗产；
3. 传播 – 让用户在任何地点任何时间都可以连接到此目录；
4. 从事 – 拓展新的渠道来吸引用户参与到其中来。